# Peter Yoshiro Saeki
Peter Yoshiro Saeki (né le 15 septembre 1871 dans la préfecture d'Hiroshima, décédé le 26 juin 1965, était un légiste et théologien japonais anglican, le plus grand spécialiste asiatique du Keikyo (mot japonais pour désigner l'Église syriaque ou nestorienne).
Ayant étudié les langues perses et syriaques à l'université d'Oxford, il découvrit dans le livre japonais Shoku Nihongi la preuve de la visite d'un missionnaire persan (Keikyoto) appelé Rimitsui (ou Limitsi ) à Nara en 736, missionnaire qui aurait été le père de Yesbuzid (Jazedbuzid), prêtre nestorien chinois constructeur de la stèle nestorienne en Chine.
Après la fin de la Seconde Guerre mondiale, il est devenu maire de sa ville natale, Hatsukaichi. Il fut aussi consulté pour la reconstruction de la ville d'Hiroshima, où un monument est érigé à sa mémoire, le Keikyo Scholar Yoshiro Saeki Memorial.
En 1962, il est devenu docteur honoris causa de l'université Waseda.

## Ouvrages
- The Nestorian Monument in China, London: SPCK, 1915, consacré à la stèle nestorienne, préfacé par Archibald Sayce[7]. Republié en 1928 par la Society for Promoting Christian Knowledge.
- Keikyo no kenkyu, 1935, republié en 1980[8].
- The Nestorian Documents and Relics in China, 2nd ed. Tokyo: Maruzen, 1951. Ce livre contient entre autres des traductions de documents nestoriens trouvés en Chine et au Turkestan chinois depuis 1905, la description d'artefacts nestoriens découverts en Chine, Mongolie et Mandchourie[9].